# Isla Umm an Namil
Isla Umm an Namil (en árabe: جزيرة;ام النمل literalmente en español: Madre de las hormigas) es una isla que pertenece a Kuwait, que se encuentra dentro de la bahía de Kuwait, en el Golfo Pérsico. Es conocida por ser el lugar donde se hicieron varios hallazgos arqueológicos, principalmente de la época islámica, y de la edad de bronce. La isla es pequeña, y está a 600 metros de la parte continental de Kuwait.